# Torella del Sannio
Torella del Sannio este o comună în Provincia Campobasso, Molise din sudul Italiei. În 2011 avea o populație de 796 de locuitori.

## Demografie
Torella del Sannio - evoluția demografică

|  | Graficele sunt indisponibile din cauza unor probleme tehnice. Mai multe informații se găsesc la Phabricator și la wiki-ul MediaWiki. |

Date: Recensăminte sau birourile de statistică - grafică realizată de Wikipedia